# Palazzo Bonifacio a Portanova

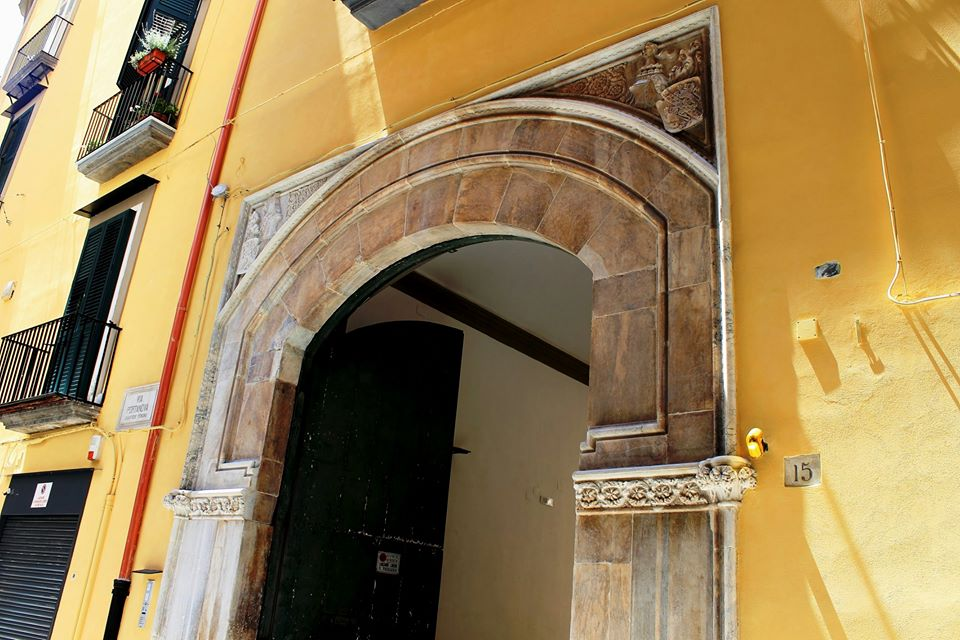
Palazzo Bonifacio a Portanova in Neapel, Portal.

Der Palazzo Bonifacio ist ein Palast aus dem 15. Jahrhundert im Viertel Pendino in Neapel in der italienischen Region Kampanien. Er liegt an der Via Portanova, 15.

## Geschichte und Beschreibung
Den Palast ließ Roberto Bonifacio zwischen 1400 und 1420 unweit des Seggio di Portanova errichten.
Unter Dragonetto Bonifacio wurde der Palast berühmt, weil er den florentinischen Botschafter am Hof der Aragonier beherbergte und weil er Schauplatz der Hochzeit von Antonio Moccia mit der Tochter von Paolo Poderico auf Veranlassung des Königs war. Mit dem Sohn von Dragonetto, Roberto II. Bonifacio, beherbergte das Gebäude den türkischen Botschafter sowie denjenigen von Venedig.
Der Palast fiel dann an Giovanni Bernardino Bonifacio, der ihn nur kurze Zeit behalten konnte, da er wegen seiner Konversion zum Luthertum der Ketzerei beschuldigt wurde. Der Palast wurde daraufhin 1558 beschlagnahmt und an Alvaro de Santi vergeben; er verkaufte ihn wenig später an die Schwester von Gian Bernardino, Costanza Bonifacio.
Im 18. und 19. Jahrhundert diente der Palazzo Bonifacio als Gefängnis und wurde etlichen strukturellen Umbauten unterzogen. Die Umbauten verursachten den Verlust der ursprünglichen Bausubstanz mit Ausnahme des Eingangsportals. Dieses hat einen Korbbogen in katalanischem Stil. An den Ecken des Portals sind Rahmen mit Wappen der Familie Bonifacio mit einem karierten Band, welches das von den beiden Löwen durchquerte Feld teilt. Über dem einen Löwen ist ein weiblicher Kopf zu sehen, über dem anderen der einer Löwin.